# ルシード・モータース
ルシード・モータース（英: Lucid Motors）は、カリフォルニア州 ニューアークを拠点に、電気自動車を開発・製造・販売している自動車会社。
ルーシッド・モーターズとも表記され、こちらのほうが発音 (/ˈluː.sɪd/, /ˈmotɝz/) として正しい。

## 概要
2007年にAtievaとして設立。
2013年、テスラのモデルSの開発を手がけたピーター・ローリンソンがCTOとして入社、2019年同氏がCEOに就任する際に現在の社名に変更された。
2022年までに2000人以上の従業員を雇用して2万～13万台を生産する計画で2016年11月末にアリゾナ州に約800億円を投資して2017年前半から工場を建設、2018年内にEVの生産を開始して最初の市販車を2019年に投入する予定であったが、COVID-19パンデミックの影響もあり2021年に投入。
2018年、サウジアラビアで工場を建設することを条件に、パブリック・インベストメント・ファンドから10億ドル以上の資金調達を行った。2022年5月に工場建設に着手し、2026年にはサウジアラビアから15万台以上のEVが輸出される予定である。
2022年12月13日、パナソニックとバッテリー供給について契約を締結。2023年から供給される予定。
フォーミュラEのバッテリーパックの供給も手がける。

## ルシード・エア

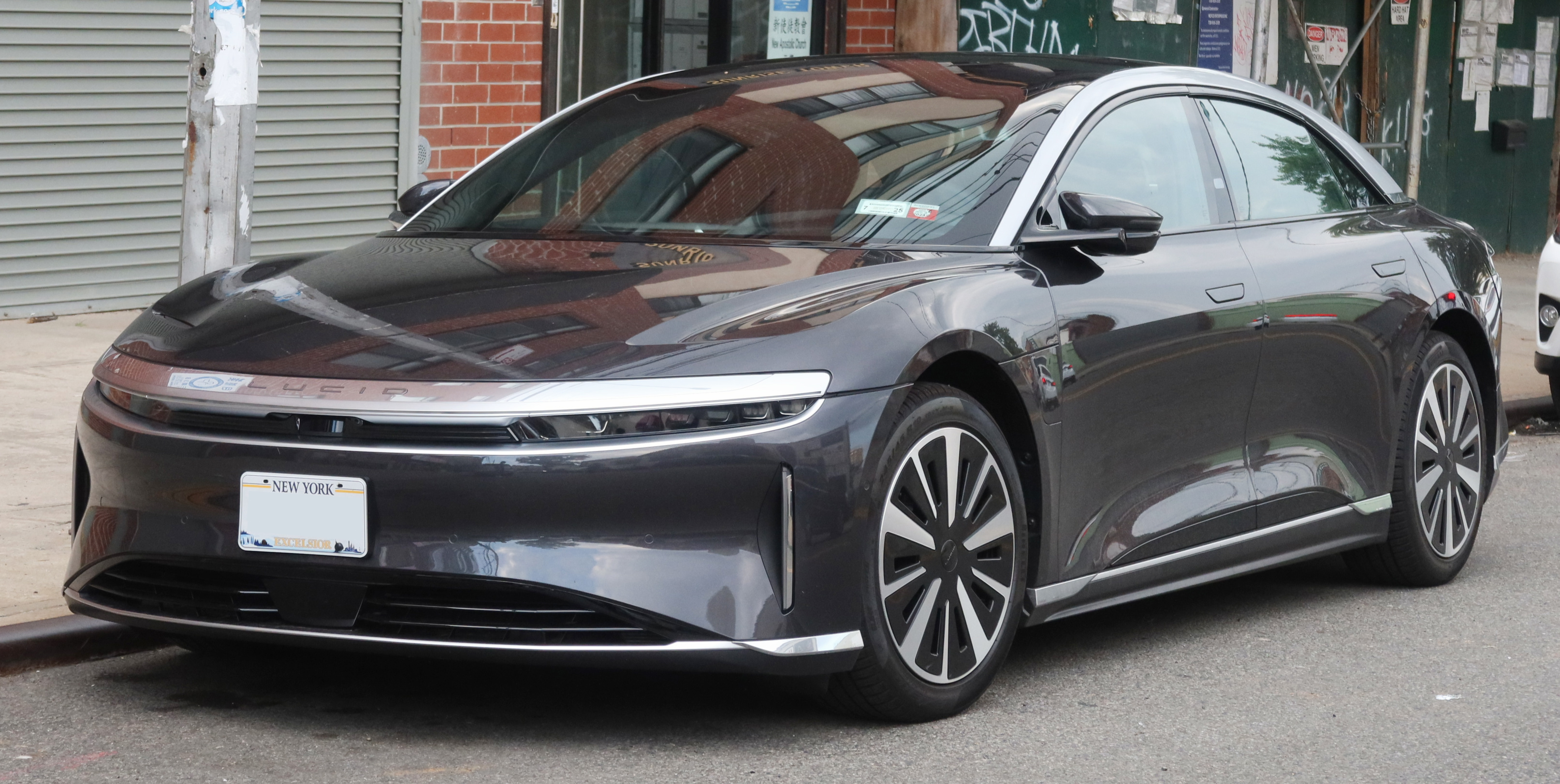
エア

ボディサイズが全長4,975 mm × 全幅1,939 mm × 全高 1,410 mmのミドルクラスのセダンである。2016年にカリフォルニア州フリーモントでのプライベートVIPイベントで発表された。先進運転支援システムは無線によるアップデートに対応しており、基本型はリアドライブ仕様で400 hpを発生、満充電での航続距離は386 km。充電池の容量で506 km、644 kmの航続距離やツインモーターで最大1,111 hpを発生する全輪駆動仕様もあり、ヘッドライトは昆虫の複眼を模した4,870個のマイクロレンズを使って照射範囲を変えられる。 ルーフはフレーム部を残して全面グラスルーフとなる。また4人乗りとする代わりにリクライニング式の左右が独立したエグゼクティブリアシートを選択することも可能。最高出力はもっとも低い「ピュア」で486 ps、ドリームエディションは1,200 psを超える。モーターの出力に応じて航続距離はそれぞれ772〜836 kmほどとなる。22分で最大約482 km分の充電が可能な独自規格のV2H機能も備わる。

## ルシード・グラビティ
SUV型の電気自動車。カンザス工場で生産される予定。